# Facundo Pellistri
Facundo Pellistri, né le 20 décembre 2001 à Montevideo (Uruguay), est un footballeur international uruguayen qui évolue au poste d'ailier droit au Panathinaïkós.

## Biographie

### En club
Formé au Club Atlético Peñarol, Pellistri fait ses débuts professionnel avec le club de Montevideo en juin 2019, sous les ordres de Diego López. Plus tard, il devient l'un des titulaires indiscutables de l'équipe uruguayenne sous les ordres de Diego Forlán.
À l'été 2020, il est courtisé par plusieurs grands clubs européens, comme l'OL, le Real Madrid et l’Atlético de Madrid ou Manchester United.
À la fin du mercato, il s'engage finalement à Manchester United pour 5 ans. Il est prêté pour six mois à Deportivo Alavés et après 12 match joué avec le club espagnol Pellistri et de nouveau prêté à Alavés mais cette fois ci pour la saison entière.
C'est le 10 janvier 2023, deux ans et demi après avoir rejoint le club mancunien qu'il fait ses débuts face à Charlton Athletic en 1/4 de finale de Coupe de la Ligue délivrant une passe décisive à Marcus Rashford. Après une première partie avec manchester lors de la saison 2023-2024, Pellistri signe en prêt au Grenade CF pour la fin de la saison. Le 21 août 2024, Pellistri quitte Manchester United et rejoint pour quatre ans le club grec du Panathinaïkós contre une indemnité de 6 millions d'euros,.

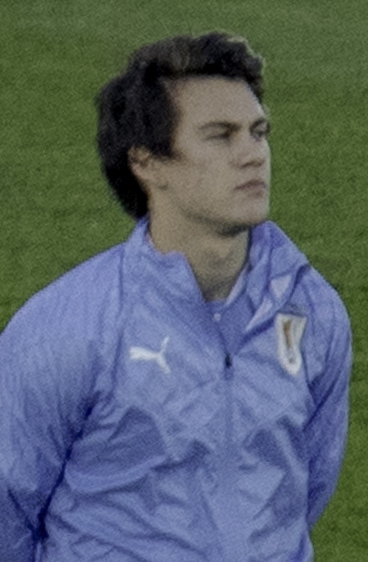
Facundo Pellistri en 2022 avec l'Uruguay.

### En équipe nationale
Pellistri est un ancien international de la jeunesse uruguayenne, ayant disputé deux matchs au niveau des moins de 16 ans en 2017. Il a été appelé pour la première fois en équipe nationale senior le 7 janvier 2022, pour les matchs de qualification pour la Coupe du monde contre le Paraguay et le Venezuela,,. Il a fait ses débuts internationaux complets le 27 janvier, lors d'une victoire 1-0 à l'extérieur contre le Paraguay.
Pellistri a été inclus dans la sélection pour la Coupe du monde de la FIFA 2022,. Il a commencé et a joué pendant 88 minutes dans le premier match de l'Uruguay du tournoi, contre la Corée du Sud, avant d'être remplacé par Guillermo Varela.

## Statistiques

### En club
| Saison                | Club                    | Championnat           | Championnat | Championnat | Championnat | Coupe(s) nationale(s) | Coupe(s) nationale(s) | Coupe(s) nationale(s) | Supercoupe | Supercoupe | Supercoupe | Compétition(s) continentale(s) | Compétition(s) continentale(s) | Compétition(s) continentale(s) | Compétition(s) continentale(s) | Total | Total | Total |
| Saison                | Club                    | Division              | M.          | B.          | P.d.        | M.                    | B.                    | P.d.                  | M.         | B.         | P.d.       | Comp.                          | M.                             | B.                             | P.d.                           | M.    | B.    | P.d.  |
| 2019                  | CA Peñarol              | Primera División      | 20          | 1           | 2           | -                     | -                     | -                     | -          | -          | -          | CS                             | 0                              | 0                              | 0                              | 20    | 1     | 2     |
| 2020                  | CA Peñarol              | Primera División      | 12          | 0           | 1           | -                     | -                     | -                     | -          | -          | -          | CL                             | 5                              | 1                              | 1                              | 17    | 1     | 2     |
| Sous-total            | Sous-total              | Sous-total            | 32          | 1           | 3           | -                     | -                     | -                     | -          | -          | -          | -                              | 5                              | 1                              | 1                              | 37    | 2     | 4     |
| 2020-2021             | Deportivo Alavés (prêt) | Liga                  | 12          | 0           | 0           | -                     | -                     | -                     | -          | -          | -          | -                              | -                              | -                              | -                              | 12    | 0     | 0     |
| 2021-2022             | Deportivo Alavés (prêt) | Liga                  | 21          | 0           | 0           | 2                     | 0                     | 0                     | -          | -          | -          | -                              | -                              | -                              | -                              | 23    | 0     | 0     |
| Sous-total            | Sous-total              | Sous-total            | 33          | 0           | 0           | 2                     | 0                     | 0                     | -          | -          | -          | -                              | -                              | -                              | -                              | 35    | 0     | 0     |
| 2022-2023             | Manchester United       | Premier League        | 4           | 0           | 0           | 3                     | 0                     | 1                     | -          | -          | -          | C3                             | 3                              | 0                              | 0                              | 10    | 0     | 1     |
| 2023-2024             | Manchester United       | Premier League        | 9           | 0           | 1           | 2                     | 0                     | 0                     | -          | -          | -          | C1                             | 3                              | 0                              | 0                              | 14    | 0     | 1     |
| 2024-2025             | Manchester United       | Premier League        | -           | -           | -           | -                     | -                     | -                     | 1          | 0          | 0          | C3                             | -                              | -                              | -                              | 1     | 0     | 0     |
| Sous-total            | Sous-total              | Sous-total            | 13          | 0           | 1           | 5                     | 0                     | 1                     | 1          | 0          | 0          | -                              | 6                              | 0                              | 0                              | 25    | 0     | 2     |
| 2023-2024             | Grenade CF (prêt)       | Liga                  | 15          | 2           | 2           | -                     | -                     | -                     | -          | -          | -          | -                              | -                              | -                              | -                              | 15    | 2     | 2     |
| 2024-2025             | Panathinaïkós           | Super League          | 24          | 1           | 3           | 4                     | 1                     | 1                     | -          | -          | -          | C4                             | 7                              | 2                              | 0                              | 35    | 4     | 4     |
| 2025-2026             | Panathinaïkós           | Super League          | 0           | 0           | 0           | 0                     | 0                     | 0                     | -          | -          | -          | C1+C3                          | 2+2                            | 0                              | 0                              | 4     | 0     | 0     |
| Sous-total            | Sous-total              | Sous-total            | 24          | 1           | 3           | 4                     | 1                     | 1                     | 0          | 0          | 0          | -                              | 11                             | 2                              | 0                              | 39    | 4     | 4     |
| Total sur la carrière | Total sur la carrière   | Total sur la carrière | 117         | 4           | 9           | 11                    | 1                     | 2                     | 1          | 0          | 0          | -                              | 22                             | 3                              | 1                              | 151   | 8     | 12    |

### En sélection
| Années                | Sélection             | Phases finales        | Phases finales | Phases finales | Phases finales | Éliminatoires | Éliminatoires | Éliminatoires | Éliminatoires | Amicaux | Amicaux | Amicaux | Total | Total | Total |
| Années                | Sélection             | Comp.                 | M.             | B.             | P.d.           | Comp.         | M.            | B.            | P.d.          | M.      | B.      | P.d.    | M.    | B.    | P.d.  |
| --------------------- | --------------------- | --------------------- | -------------- | -------------- | -------------- | ------------- | ------------- | ------------- | ------------- | ------- | ------- | ------- | ----- | ----- | ----- |
| 2022                  | Uruguay               | Coupe du monde 2022   | 3              | 0              | 0              | CdM 2022      | 3             | 0             | 1             | 4       | 0       | 1       | 10    | 0     | 2     |
| 2023                  | Uruguay               | -                     | -              | -              | -              | CdM 2026      | 6             | 0             | 1             | 2       | 0       | 2       | 8     | 0     | 3     |
| 2024                  | Uruguay               | Copa América 2024     | 6              | 1              | 1              | -             | -             | -             | -             | 2       | 1       | 1       | 8     | 2     | 2     |
| Total sur la carrière | Total sur la carrière | Total sur la carrière | 9              | 1              | 1              | -             | 9             | 0             | 2             | 8       | 1       | 4       | 26    | 2     | 7     |

Le tableau suivant liste les rencontres de l'équipe d'Uruguay dans lesquelles Facundo Pellistri a été sélectionné depuis le 28 janvier 2022 jusqu'à présent :

## Palmarès

### En club
| Manchester United (1) |
| --- |
| - Coupe d'Angleterre (0) : - Finaliste en 2023 - Coupe de la Ligue (1) : - Vainqueur en 2023 - Community Shield (0) : - Finaliste en 2024 |

### En sélection
| Uruguay (0)                              |
| ---------------------------------------- |
| - Copa América (0) : - Troisième en 2024 |

## Style de jeu
Ailier polyvalent, il est vu comme un joueur talentueux par plusieurs observateurs, possédant une vitesse, une vision du jeu et une faculté à dribbler remarquables,.